# Вольпин, Валентин Иванович
Валенти́н Ива́нович Во́льпин (до крещения Марк Борисович Вольпин; 13 декабря 1891, Полтава — 1 декабря 1956, Москва) — советский поэт, переводчик, публицист, литературный критик, библиограф, издательский и книготорговый работник; автор воспоминаний о встречах с поэтом Сергеем Есениным.

## Биография
Родился в Полтаве в семье инженера Марка Самуиловича Вольпина, уроженца Могилёва. Уже 1901 году его стихотворение было опубликовано в журнале «Детское чтение». Окончил Полтавское коммерческое училище и Могилёвскую гимназию, после чего поступил в Психоневрологический институт. С семнадцати лет публиковался в газете «Могилёвский вестник», позже в других могилёвских изданиях. В 1909 году в Могилёве был кратковременно арестован.
С 1915 года, приняв православие, работал в Коканде, с 1916 года в ташкентских газетах и журналах, в полиграфическом отделе Туркцентропечати. Публиковал стихи, рецензии и заметки в местных газетах, был редактором ташкентского журнала «Буревестник» и газеты «Новый Туркестан» (орган независимой социалистической мысли, 1918). В 1918 году состоял членом Партии социалистов-революционеров. В Ташкенте вышли сборники стихов Валентина Вольпина «Обманный путь» (1917) и «Ярмо и воля» (1920). В 1919 году его стихи были включены в составленные Вольпиным и изданные там же альманахи «Антология революционной поэзии», «Листопад» и «Лирика». Входил в группу местных поэтов «Студия искусств» (1918—1919), включавшую также Георгия Светлого, Юрия Пославского (Джура), Антония (Антона) Сычёва (Сибиряк), Александра Ширяевца, Николая Кулинского, Д. Юрского, позже ставшую группой эго-футуристов «Литературная коллегия» (1919—1921), куда вошли также Анатолий Наль, Борис Лавренёв и другие. Вместе с Джурой и Георгием Светлым организовал артель поэтов «Gesvavood» (названную по именам троих участников), выпустившую в 1919—1920 годах несколько поэтических сборников. В 1920 году был издан сборник его переводов поэзии татарского поэта Абдула Тукаева.
С 1921 года являлся полномочным представителем Туркцентропечати в Москве. В Ташкенте в начале двадцатых годов познакомился с Сергеем Есениным, с которым у него установились тёплые дружеские отношения. До 1923 года был редактором ежегодных справочных и адресных указателей «Весь Ташкент». Осенью 1923 года В. И. Вольпин переехал с женой в Москву на постоянное жительство и стал работать в книжной торговле. С 1 декабря 1925 года управлял книжным магазином Ленгиза, печатался в ленинградской «Вечерней Красной газете» и в журнале «Книгоноша». Позже работал в ГИЗе, издательствах «Сегодня», «Современная Россия» и в издательстве Наркомздрава.
Валентин Вольпин оказывал содействие С. А. Есенину в издании книжек с его стихами. Так в конце 1923 года он предпринял попытку издать его сборник стихотворений «Москва кабацкая». Позднее принял участие в подготовке к печати сборника Есенина «О России и революции» (М.: Сегодня, 1926).
После смерти С. Есенина В. И. Вольпин написал в 1926 году воспоминания «Есенин в Ташкенте» и издал «Памятку о Сергее Есенине» (1926), а также составил библиографию изданных произведений Сергея Есенина и литературы о творчестве поэта, вошедшие в четвертый том собрания «Сергей Есенин. Стихи и проза» (М.—Л., 1927).
Во время Великой Отечественной войны находился с семьёй в эвакуации в Ташкенте. После войны вернулся в Москву, жил на улице Спиридоновка.

## Семья
- Первая жена — Мина Соломоновна Вольпин (в девичестве Эстер-Мина Шоломовна Эрперт, 1891—?), уроженка Могилёва[7], бухгалтер[8].
  - Дочь — Любовь Валентиновна Вольпина (18 декабря 1922 — 5 октября 2010), выпускница Института иностранных языков.
- Вторая жена — Дина Эммануиловна Вольпина.
  - Дочь — Наталья Валентиновна Вольпина.
- Двоюродный брат — Михаил Давыдович Вольпина, сценарист, поэт и драматург.
- Двоюродная сестра — Надежда Давыдовна Вольпин, поэтесса, переводчик.

## Публикации
- Валентин Вольпин. Обманный путь: Стихи. Кн. 1. Ташкент: Степные миражи, 1917. — 24 с. — 200 экз.
- Антология революционной поэзии / Сост. Валентин Вольпин. Кн. I. Библиотека «Бюро печати». № 49. Ташкент: Издательство «Бюро печати», 1919. На стр. 15 стихотворение В. Вольпина «Кузнец» («Ты видала кузнеца?..».
- Лирика: Альманах стихов / Участники: Валентин Вольпин, Джура, Дмитрий Кирьянов, Николай Кулинский, Аполлон Норман, Георгий Светлый, Сибиряк, Александр Ширяевец, Д. Юрский. Ташкент: Студия искусств, 1919. — 48 с.
- Листопад: Альманах / В. Вольпин, Джура, Д. Кирьянов, Н. Кулинский, Сибиряк, А. Ширяевец, Д. Юрский. Ташкент: Студия искусств, 1919. — 58 с.
- Георгий Светлый. Мотивы города и революции: Сборник стихов / Георгий Светлый; Вступ. статья Валентина Вольпина. Ташкент: Студия искусств, 1919.
- Валентин Вольпин. Ярмо и воля: стихи. Книга вторая. Ташкент: Артель поэтов Gesvavood, 1920[9]. — 60 с. — 5000 экз.
- Валентин Вольпин. Переводы из Абдула Тукаева. Стихи. Ташкент: Изд. Наркомпроса Туркестана, 1920.
- Весь Ташкент на 1923 год: справочный и адресный указатель. Под редакцией В. И. Вольпина. Ташкент: Турккооператпечать, 1923. — 166 с[10].
- В. И. Вольпин. Памятка о Сергее Есенине. М.: Издательство «Сегодня», 1926. — 62 с.
- Сергей Есенин. Собрание стихотворений / Сост. и предисл. И. В. Евдокимова; Библиогр. сост. В. И. Вольпин, Н. Н. Захаров-Мэнский. Т. 4: Стихи и проза. М.—Л.: Госиздат, 1927. — 502 с.
- Юбилейная Пушкиниана: Что выйдет из печати к столетию со дня смерти А. С. Пушкина / Сост. В. И. Вольпин; Ред. Д. С. Айзенштат. М.: Могиз, 1936. — 66 с.